# مجمع الواحة (الجفير)
مُجَمَّع اَلواحة (بالإنجليزيَّة:Oasis Mall)، هو مُجمَّع تِجاري بحريني مملوك بنسبة 45% لمجموعة الرَّاشد الذي يترأس مجلس إدارته الشيخ حسن بن راشد آل خليفة، و55% يتم تأجيرها لمجموعة من الماركات المُختارة منها مجموعة لاندمارك، يقع المُجمَّع في منطقة الجُفير، شرق العاصمة المَنامَة.
افتُتح المُجمَّع في 30 أكتوبر 2018 م، ويُعد ثالث أكبر مركز للتسوق في البحرين، حيث تزيد مساحتهُ عن 60 ألف متر مربع، ويضم مجموعة متنوعة من وجهات التجزئة ومتاجر المجوهرات الفاخرة والمطاعم والمقاهي، إضافة إلى المتاجر المتخصصة بالتجميل والصحة واللياقة البدنية وفروع البنوك وأجهزة الصراف الآلي ونحو 900 موقف سيارات من عدَّة طوابق، ومتجر هايبر ماركت، تحوي أول صالة سينما مخصصة للأطفال في المملكة.

## محتويات المول
يحتضن المول ذو الطَّابقين، العديد من العلامات التجارية التابعة لمجموعة لاندمارك مثل سنتربوينت، وهوم بوكس، وماكس، وفن سيتي، وستيف مادن، وشو إكسبريس، وكاربيسا، وكوتون، إضافة إلى أبرز العلامات الإقليمية مثل أديداس، وسامسونج، وستاربكس، وسينيكو سينما، وهايبر ماركت كارفور، وتضم صالات السينما: 10 شاشات، صالة مخصصة للأطفال وقاعة حفلات، صالة مخصصة للفئة الذهبية وفئة كبار الشخصيات مع خدمات الأطعمة والمشروبات، وردهة خاصة ومطبخ.